# Моя любовь жива
«Моя любовь жива» — четвёртый альбом группы «Синяя птица», вышедший в 1981 году на лейбле «Мелодия».

## Список композиций
| №  | Название                                        | Вокал   | Длительность |
| -- | ----------------------------------------------- | ------- | ------------ |
| 1. | «От крутого бережка» (М. Болотный — И. Шаферан) | Дроздов | 4:06         |
| 2. | «Так вот какая ты» (В. Добрынин — Л. Дербенёв)  | Дроздов | 3:27         |
| 3. | «Восьмое чудо» (Т. Ефимов — В. Лозовой)         | Дроздов | 3:29         |
| 4. | «Последнее письмо» (В.Семенов — В.Дюнин)        | Лёвкин  | 2:78         |
| 5. | «Ты одна» (М. Болотный — И. Шаферан)            | Дроздов | 5:13         |

| №   | Название                                          | Вокал       | Длительность |
| --- | ------------------------------------------------- | ----------- | ------------ |
| 6.  | «Знаешь ты» (М. Болотный — Л. Дербенёв)           | Дроздов     | 2:53         |
| 7.  | «Я тебя не прощу» (В. Добрынин — И. Кохановский)  | Салмина     | 4:28         |
| 8.  | «То не зорька ясная» (С. Лёвкин — В. Бурыгин)     | Лёвкин      | 3:00         |
| 9.  | «Моя любовь жива» (Р. Болотный — И. Кохановский)  | Дроздов     | 4:00         |
| 10. | «От любви не убегай» (М. Болотный — С. Каминский) | Кулишевский | 3:57         |

## Дополнительная информация
- Песню «Последнее письмо» под названием «Анна» записал Валерий Ободзинский по совету экс-солиста группы «Синяя птица» Дмитрия Галицкого.
- Песня «Последнее письмо» солистом Сергеем Лёвкиным адресована солистке ансамбля Анне Салминой, в которую артист был влюблён[1].